# 芸スクール漢組!!/オーバー・ザ・ゲインボー
「芸スクール漢組!!/オーバー・ザ・ゲインボー」（げいスクールおとこぐみ/オーバー・ザ・ゲインボー）は、仙台貨物のシングル。

## 解説
- 2曲とも強烈に夏を意識したパーティチューンとなっている。（ただし、発売されたのは10月）
- 通常盤に加え、CD＋DVD仕様の初回生産限定盤が4種類リリースされた。

## 仕様
- 初回生産限定（VPCC-82614）
  - CD＋DVD（DVD：「芸スクール漢組!!」Video Clip）
- 初回生産限定（VPCC-82615）
  - CD＋DVD（DVD：「オーバー・ザ・ゲインボー 男祭 in 江ノ島ライブヴァージョン」）
- 初回生産限定（VPCC-82616）
  - CD＋DVD（DVD：「神様もう少しだけ 男祭 in江ノ島ライブヴァージョン」）
- 初回生産限定（VPCC-82617）
  - CD＋DVD（DVD：「チバイズム～手ぬぐいを脱がさないで～ 男祭 in江ノ島ライブヴァージョン」）
- 通常盤（VPCC-82225）

## 収録曲
1. 芸スクール漢組!!
  - 作詞・作曲：ギガフレア

日本テレビ系「汐留☆イベント部」10月度エンディングテーマ
PVに三又又三が出演している。
2. オーバー・ザ・ゲインボー
  - 作詞：千葉　作曲：R.S.S

## 参加ミュージシャン
- Shinobu (Creature Creature、The LEGENDARY SIX NINE)

## 収録アルバム
- 『凸』 (2009年)
- 『スケベスト』 (2013年)